# Neuville-sur-Sarthe
Pour les articles homonymes, voir Neuville.
Neuville-sur-Sarthe est une commune française du département de la Sarthe, dans la région Pays de la Loire, peuplée de 2 463 habitants.
La ville a obtenu le 21 novembre 2017 une deuxième fleur au concours des villes et villages  fleuris,.
La commune fait partie de la province historique du Maine, et se situe dans le Haut-Maine (Maine roux).

## Géographie

### Hameaux
- La Trugalle.
- Montreuil.

### Communes limitrophes
| La Bazoge      | La Guierche         | Joué-l'Abbé                  |
|                | Neuville-sur-Sarthe | Savigné-l'Évêque             |
| Saint-Saturnin | Saint-Pavace        | Coulaines, Sargé-lès-le-Mans |

### Climat
Pour des articles plus généraux, voir Climat des Pays de la Loire et Climat de la Sarthe.
En 2010, le climat de la commune est de type climat océanique dégradé des plaines du Centre et du Nord, selon une étude du CNRS s'appuyant sur une série de données couvrant la période 1971-2000. En 2020, Météo-France publie une typologie des climats de la France métropolitaine dans laquelle la commune est dans une zone de transition entre le climat océanique et le climat océanique altéré et est dans la région climatique  Moyenne vallée de la Loire, caractérisée par une bonne insolation (1 850 h/an) et un été peu pluvieux. 
Pour la période 1971-2000, la température annuelle moyenne est de 11,1 °C, avec une amplitude thermique annuelle de 14,1 °C. Le cumul annuel moyen de précipitations est de 693 mm, avec 11,6 jours de précipitations en janvier et 7 jours en juillet. Pour la période 1991-2020, la température moyenne annuelle observée sur la station météorologique de Météo-France la plus proche, sur la commune du Mans à 8 km à vol d'oiseau, est de 12,4 °C et le cumul annuel moyen de précipitations est de 693,4 mm,. Pour l'avenir, les paramètres climatiques de la commune estimés pour 2050 selon différents scénarios d'émission de gaz à effet de serre sont consultables sur un site dédié publié par Météo-France en novembre 2022.

## Urbanisme

### Typologie
Au 1er janvier 2024, Neuville-sur-Sarthe est catégorisée bourg rural, selon la nouvelle grille communale de densité à sept niveaux définie par l'Insee en 2022.
Elle est située hors unité urbaine. Par ailleurs la commune fait partie de l'aire d'attraction du Mans, dont elle est une commune de la couronne,. Cette aire, qui regroupe 144 communes, est catégorisée dans les aires de 200 000 à moins de 700 000 habitants,.

### Occupation des sols
L'occupation des sols de la commune, telle qu'elle ressort de la base de données européenne d’occupation biophysique des sols Corine Land Cover (CLC), est marquée par l'importance des territoires agricoles (77,3 % en 2018), en diminution par rapport à 1990 (80,7 %). La répartition détaillée en 2018 est la suivante : 
terres arables (46,5 %), prairies (21,8 %), forêts (15,6 %), zones agricoles hétérogènes (8,9 %), zones urbanisées (6,5 %), zones industrielles ou commerciales et réseaux de communication (0,6 %). L'évolution de l’occupation des sols de la commune et de ses infrastructures peut être observée sur les différentes représentations cartographiques du territoire : la carte de Cassini (XVIIIe siècle), la carte d'état-major (1820-1866) et les cartes ou photos aériennes de l'IGN pour la période actuelle (1950 à aujourd'hui).

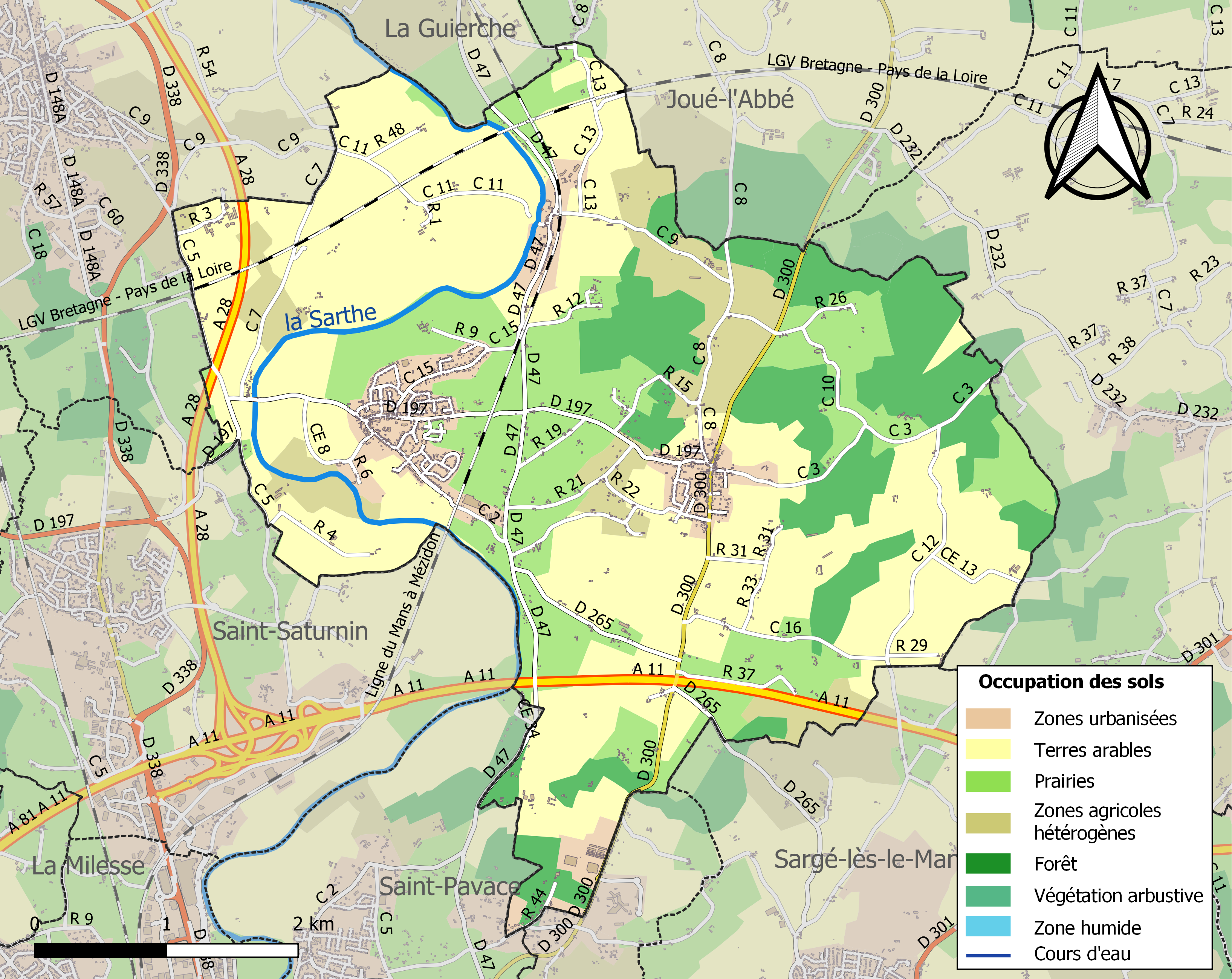
Carte des infrastructures et de l'occupation des sols de la commune en 2018 (CLC).

## Toponymie
Le gentilé est Neuvillois.

## Histoire
Les Romains ont construit plusieurs temples sur le territoire de la commune. Cet ensemble, fouillé en 2010 au moment de la création d’une ZAC, comprenait notamment, du nord au sud :
- un bâtiment d’accueil des pèlerins, au plan en E, permettant également de leur vendre denrées alimentaires et ex-votos ;
- plus à l’ouest, un fanum, temple de tradition gauloise, carré et à étage (ce qui est exceptionnel), datant du Ier siècle. Ce temple est entouré de cinq autres temples polygonaux (quadrangulaires ou octogonaux), décrits comme des annexes ;
- et au sud, un autre fanum circulaire, à l’entrée orientée au nord (face au bâtiment d’accueil), précédée d’une pergola, et lui aussi flanqué d’un bâtiment annexe. Ce second grand temple date des IIe et IIIe siècles.

Quelques ex-voto ophtalmiques laissent penser que le ou les dieux adorés dans ce complexe avait un rôle guérisseur.
En 1809, Neuville-sur-Sarthe (1 063 habitants en 1806) absorbe Montreuil-sur-Sarthe (129 habitants), au nord de son territoire.

## Politique et administration
| Période          | Période                      | Identité                 | Étiquette | Qualité |
| ---------------- | ---------------------------- | ------------------------ | --------- | --- |
| 2 novembre 1792  | 22 septembre 1800            | René Després             |           | |
| 22 octobre 1800  | 13 mai 1815                  | François Le Roy          |           | |
| 17 juin 1815     | 2 février 1819               | Julien Honoré            |           | |
| 3 février 1819   | ?? novembre 1831             | Louis Daniel de Vauguyon |           | |
| 4 décembre 1831  | 1 décembre 1846              | Julien Honoré            |           | |
| 15 mai 1892      | 27 août 1914 (décès)         | Joseph Duluard           |           | |
| 18 décembre 1919 | 2 octobre 1927               | Louis Lautru             |           | |
| 2 octobre 1927   | 16 mai 1935                  | Baptiste Hiron           |           | |
| 16 mai 1935      | 17 mai 1945                  | Auguste Beaudouin        |           | |
| 18 mai 1945      | 27 mars 1971                 | Georges Dazard           |           | |
| 27 mars 1971     | 1er octobre 1972 (démission) | Marcel Lochet            |           | |
| 21 octobre 1972  | 4 décembre 1981 (décès)      | Armand Bourillon         |           | Agriculteur |
| 29 janvier 1982  | 11 mars 2001                 | Yves Pasquier            |           | Assureur |
| 11 mars 2001     | En cours                     | Véronique Cantin         | DVD       | Conseillère départementale de Bonnétable (2015 → ) Vice-présidente du conseil départemental (2015 → ) Présidente de la CC Maine Cœur de Sarthe (2017 → 2020) Suppléante du député Jean-Carles Grelier (2017 → 2022) |

## Démographie
L'évolution du nombre d'habitants est connue à travers les recensements de la population effectués dans la commune depuis 1793. Pour les communes de moins de 10 000 habitants, une enquête de recensement portant sur toute la population est réalisée tous les cinq ans, les populations de référence des années intermédiaires étant quant à elles estimées par interpolation ou extrapolation. Pour la commune, le premier recensement exhaustif entrant dans le cadre du nouveau dispositif a été réalisé en 2004.
En 2022, la commune comptait 2 463 habitants, en évolution de +2,54 % par rapport à 2016 (Sarthe : −0,25 %, France hors Mayotte : +2,11 %).
| 1793  | 1800  | 1806  | 1821  | 1831  | 1836  | 1841  | 1846  | 1851  |
| ----- | ----- | ----- | ----- | ----- | ----- | ----- | ----- | ----- |
| 1 060 | 1 019 | 1 063 | 1 184 | 1 378 | 1 548 | 1 461 | 1 460 | 1 420 |

| 1856  | 1861  | 1866  | 1872  | 1876  | 1881  | 1886  | 1891  | 1896  |
| ----- | ----- | ----- | ----- | ----- | ----- | ----- | ----- | ----- |
| 1 419 | 1 348 | 1 318 | 1 186 | 1 270 | 1 275 | 1 287 | 1 260 | 1 216 |

| 1901  | 1906  | 1911  | 1921  | 1926  | 1931  | 1936  | 1946  | 1954  |
| ----- | ----- | ----- | ----- | ----- | ----- | ----- | ----- | ----- |
| 1 266 | 1 224 | 1 174 | 1 073 | 1 084 | 1 136 | 1 134 | 1 112 | 1 041 |

| 1962  | 1968  | 1975  | 1982  | 1990  | 1999  | 2004  | 2006  | 2009  |
| ----- | ----- | ----- | ----- | ----- | ----- | ----- | ----- | ----- |
| 1 079 | 1 070 | 1 121 | 1 906 | 2 121 | 2 221 | 2 273 | 2 215 | 2 365 |

| 2014  | 2019  | 2022  | - | - | - | - | - | - |
| ----- | ----- | ----- | - | - | - | - | - | - |
| 2 355 | 2 448 | 2 463 | - | - | - | - | - | - |

## Lieux et monuments
- Église paroissiale Notre-Dame, du XVIe siècle. Elle abrite une Vierge à l'Enfant, un groupe sculpté (L'Éducation de la Vierge) et un vitrail ovale, œuvres classées à titre d'objets aux Monuments historiques[22].
- Moulin à eau du VIe siècle.
- Château de Monthéard.
- Vierge à l'Enfant du XVe siècle sur la place communale, classée à titre d'objet aux Monuments historiques[23].

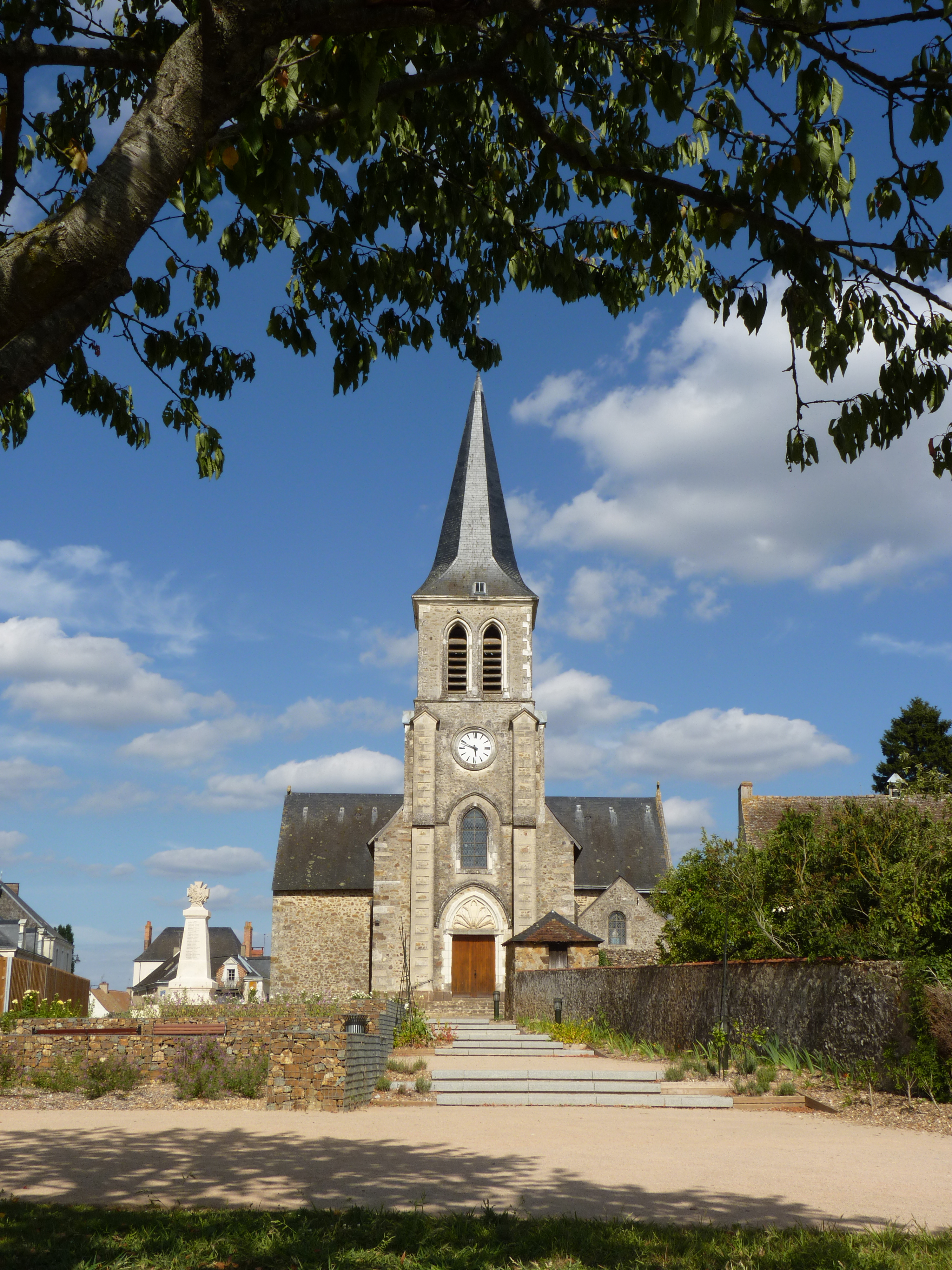
L'église Notre-Dame.
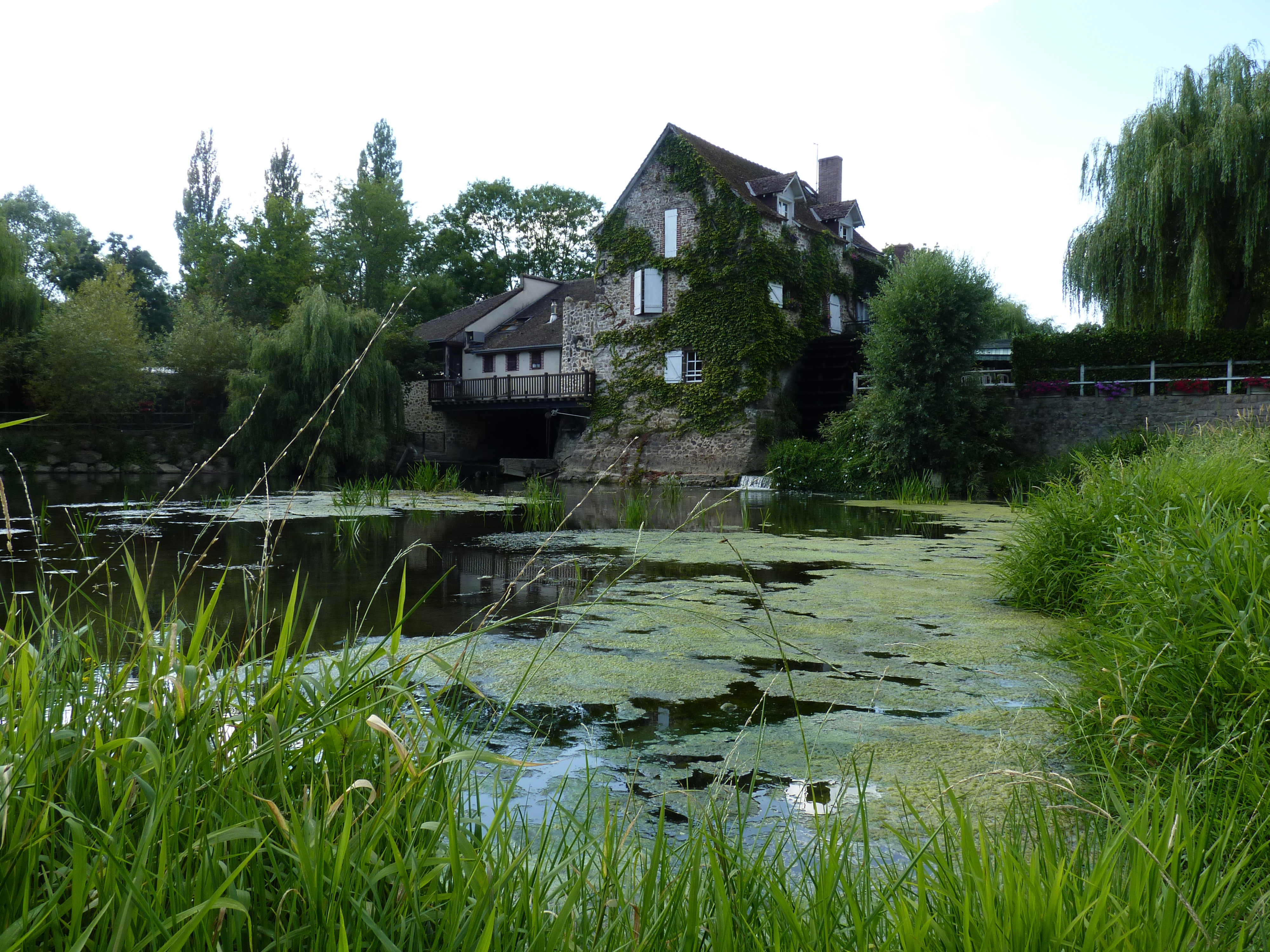
Le moulin à eau.

## Activité et manifestations
- En juillet a lieu la foire des 3 jours de Neuville qui se termine avec le feu d'artifice célébrant la fête nationale.

## Personnalités liées
.